# Fusor
El fusor es el recipiente o instrumento que sirve para fundir. Es utilizado en fundición.

## Etimología
La palabra "fusor" proviene del latín fusor, -ōris que significa 'fundidor'. Si bien es un nombre poco usado, fusor o fusora, se refiere al trabajador o trabajadora, respectivamente, que se dedica a la fundición. También se utiliza como sinónimo para designar al operario "fundidor" (del inglés melter).